# Красненский сельский совет (Скадовский район)
Красненский сельский совет (укр. Красненська сільська рада) — входит в состав
Скадовского района
Херсонской области
Украины.
Административный центр сельского совета находится в 
с. Красное
.

## Населённые пункты совета
- с. Красное
- пос. Степное